# Adalung (Bischof)
Adalung († 25. Juli 837?) war Bischof von Eichstätt von 822(?) bis 837(?).
Adalung stammte wie sein Vorgänger vermutlich auch aus dem bayerischen Geschlecht der Roninger. Er ist in einem fragmentarisch erhaltenen Diplom, ausgestellt von Kaiser Ludwig dem Frommen am 20. August 828, sowie einzelnen Synoden im Reich nachweisbar. Der Todestag, ohne Jahresangabe, entspringt dem Pontifikale Gundekarianum.